# Circus maurus
L'albanella nera (Circus maurus (Temminck, 1828)) è un raro uccello rapace della famiglia degli Accipitridi originario di Sudafrica e Namibia.

## Descrizione

### Dimensioni
Misura 44-50 cm di lunghezza; l'apertura alare è di 105-115 cm.

### Aspetto
Questo sorprendente rapace nidifica nel peculiare e incredibilmente diversificato habitat del fynbos del Sudafrica: un habitat minacciato dalle attività umane. Gli esemplari adulti di albanella nera hanno un piumaggio nero con strisce bianche sulla coda, il groppone bianco e zone bianche sulle ali ben evidenti. Le femmine sono più grandi dei maschi, e i giovani si possono riconoscere per il loro piumaggio marrone scuro, pesantemente screziato e striato. Il nome del genere cui l'albanella nera appartiene, Circus, si riferisce al volo circolare delle parate aeree acrobatiche del maschio, eseguite per impressionare la femmina durante il corteggiamento.

## Biologia
Questo predatore aereo si nutre prevalentemente di roditori, piccoli uccelli e, occasionalmente, di rettili, ma mangia anche uova, insetti e, molto raramente, carogne. L'albanella nera sorvola a bassa quota la vegetazione in cerca di prede, spesso fermandosi a mezz'aria in un volo stazionario prima di tuffarsi in picchiata e afferrare la preda.
Come altre albanelle, l'albanella nera effettua un volo di corteggiamento ondulato che precede l'accoppiamento. Si riproduce soprattutto durante la stagione delle piogge, e la deposizione delle uova è stata segnalata nel periodo che va da luglio a settembre. Tre o quattro coppie diverse possono nidificare a breve distanza, costruendo ognuna un disordinato nido fatto di erba alla base di steli, canne o erbe alte. Le tre o quattro uova deposte vengono covate per circa 34 giorni, e i nidiacei si involano dopo 36-41 giorni. In inverno, le albanelle nere migrano a nord verso le aride steppe e praterie delle regioni meridionali di Namibia, Botswana e Transvaal.

## Distribuzione e habitat
È diffusa in Africa meridionale, in particolare nelle province sudafricane del Capo Occidentale, del Capo Orientale e del Free State, nel Botswana meridionale e nel Lesotho. Una ridottissima popolazione isolata è presente anche nella Namibia meridionale. L'albanella nera nidifica nel fynbos della Regione floristica del Capo e nelle adiacenti boscaglie e distese erbose del Karoo. Al di fuori della stagione riproduttiva si dirige a nord verso un habitat più arido costituito da distese erbose, boscaglie e steppe.

## Conservazione
Nonostante l'albanella nera sia ancora localmente comune, è vulnerabile al degrado dell'habitat, in quanto i suoi terreni di nidificazione sono limitati alla regione del fynbos. Gran parte della vegetazione del fynbos è andata perduta a vantaggio dell'agricoltura, della vegetazione aliena invasiva e dell'urbanizzazione, e l'albanella nera ha perso più del 50% dei suoi territori di nidificazione nel corso dell'ultimo secolo. La diversificata vegetazione spontanea della regione è stata rimpiazzata da un mare di cereali, e le prove raccolte finora indicano che anche se le albanelle nere vanno in cerca di preda nei terreni agricoli, generalmente non nidificano in questo habitat così alterato. Inoltre, le albanelle nere sono vulnerabili agli effetti dell'uso di pesticidi e rodenticidi, che potrebbero accumularsi all'interno del loro corpo o ridurre la disponibilità di prede.